# Ḩoseynābād-e Mollā Amīr
Ḩoseynābād-e Mollā Amīr (persiska: حسين آباد ملا امير) är en ort i Iran.   Den ligger i provinsen Kerman, i den sydöstra delen av landet, 1 100 km sydost om huvudstaden Teheran. Ḩoseynābād-e Mollā Amīr ligger 574 meter över havet och antalet invånare är 330.
Terrängen runt Ḩoseynābād-e Mollā Amīr är platt, och sluttar brant österut. Runt Ḩoseynābād-e Mollā Amīr är det glesbefolkat, med 14 invånare per kvadratkilometer. Närmaste större samhälle är Bambūyān, 17,8 km sydväst om Ḩoseynābād-e Mollā Amīr. Trakten runt Ḩoseynābād-e Mollā Amīr är ofruktbar med lite eller ingen växtlighet.